# Štrbe
Štrbe är ett samhälle i Bosnien och Hercegovina.   Det ligger i entiteten Republika Srpska, i den centrala delen av landet, 130 km nordväst om huvudstaden Sarajevo. Štrbe ligger 200 meter över havet och antalet invånare är 656.
Terrängen runt Štrbe är huvudsakligen kuperad, men österut är den platt. Štrbe ligger nere i en dal. Runt Štrbe är det ganska tätbefolkat, med 67 invånare per kvadratkilometer.. Närmaste större samhälle är Banja Luka, 12,2 km väster om Štrbe. 
Omgivningarna runt Štrbe är en mosaik av jordbruksmark och naturlig växtlighet.